# Urlev Sogn
Urlev Sogn er et sogn i Hedensted Provsti (Haderslev Stift).
I 1800-tallet var Stenderup Sogn anneks til Urlev Sogn. Stenderup hørte til Hatting Herred, Urlev til Bjerre Herred, begge i Vejle Amt. Urlev-Stenderup sognekommune blev ved kommunalreformen i 1970 delt, så Urlev kom til Hedensted Kommune og Stenderup kom til Juelsminde Kommune, der ved strukturreformen i 2007 også indgik i Hedensted Kommune.
I Urlev Sogn ligger Urlev Kirke.
I sognet findes følgende autoriserede stednavne:
- Spettrup (bebyggelse, ejerlav)
- Urlev (bebyggelse, ejerlav)